# Orroli
Orroli (sardinsky: Arròlli, Arròli) je italská obec (comune) v provincii Sud Sardegna v regionu Sardinie. Nachází se ve výšce 550 metrů nad mořem a má přibližně 2 000 obyvatel. Rozloha obce je 75,59 km².